# Oskar Steinbach
Oskar Steinbach (* 29. Mai 1913 in Mannheim; † 10. März 1937 ebenda) war ein deutscher Motorradrennfahrer.

## Karriere

### Anfänge
Oskar Steinbach galt in den 1930er-Jahren als eines der größten Talente des deutschen Motorradrennsports. Im September 1932 gewann er im Alter von 19 Jahren auf einer Norton das Hauptrennen der Lizenzfahrer auf dem Nürburgring. 1933 lag er sechs Wochen in Gips, nachdem er beim Training auf einer nicht abgesperrten Straße gestürzt war. Im Jahr 1934 siegte der Mannheimer auf einer 500-cm³-NSU beim Hockenheimer Motorradrennen. Im Halbliterlauf des Hamburger Stadtparkrennens musste er sich nach 20 Runden langem Kampf dem Nürnberger DKW-Werkspiloten Otto Ley knapp geschlagen geben. Nach der Zieldurchfahrt stürzte er und zog sich dabei eine Beinverletzung sowie eine Gehirnerschütterung zu.

### Saison 1935
In die Saison 1935 startete Oskar Steinbach auf NSU mit einem Sieg im 500er-Rennen auf der Stuttgarter Solitude. Kurze Zeit später reiste er mit der deutschen Vertretung auf die Isle of Man, um an der Tourist Trophy, dem damals schwierigsten und wichtigsten Motorradrennen der Welt, teilzunehmen. In der Lightweight-Klasse (250 cm³), in der er im DKW-Werksteam den im Training gestürzten Kurt Mansfeld vertrat, schied er wegen eines Kühlerschadens aus. Ein ähnliches Schicksal ereilte ihn auch im Junior-Lauf (350 cm³). In der Königsdisziplin, dem 500-cm³-Rennen um die Senior TT belegte Steinbach auf seiner NSU hinter den einheimischen Werkspiloten Woods, Guthrie, Rusk und Duncan den fünften Platz. Er war damit als 22-jähriger Neuling ohne vorherige Streckenkenntnisse auf dem über 60 Kilometer langen Snaefell Mountain Course über sieben Minuten schneller als sein erfahrener NSU-Markenkollege Ted Mellors, der Siebter wurde. Im weiteren Saisonverlauf gewann Steinbach beim Schleizer Dreieckrennen sowohl den 350er- als auch den 500er-Lauf. Bei der letzten Saisonveranstaltung um die Deutsche Meisterschaft, dem Feldberg-Bergpreis am Großen Feldberg im Taunus, siegte Steinbach ebenfalls bei den 350ern und den 500ern und wurde damit an einem Tag in beiden Klassen Deutscher Motorrad-Straßenmeister.

### Saison 1936
In der Saison 1936 sollte Oskar Steinbach für DKW starten. Am ersten April-Wochenende fand traditionell der Start in die Deutsche Meisterschaft beim Eilenriederennen in Hannover statt. Da NSU behauptete, er besitze auch bei ihnen einen gültigen Vertrag für 1936, erhielt Steinbach bei diesen Rennen von den Sportkommissaren wegen eines Doppelvertrages Startverbot. Kurze Zeit später entschied die ONS, dass der Mannheimer in der 350er-Klasse für NSU fahren und in der 500-cm³-Klasse für DKW antreten sollte. Sein Debüt als Werksfahrer bei den Zschopauern gab er mit Rang fünf im Halbliterlauf um den Großen Preis der Schweiz in Bremgarten. Bei der Isle of Man TT schied Steinbach sowohl bei den 250ern als auch bei den 500ern auf DKW aus. Im Junior-Rennen der 350er wurde er auf NSU hinter Frith, White, Mellors, Thomas und Guthrie Sechster. Am 5. Juli fand auf dem 8,7 Kilometer langen Badberg-Viereck in Hohenstein-Ernstthal der XI. Großen Preises von Deutschland statt, bei dem in diesem Jahr gleichzeitig die Motorrad-Europameisterschaft 1936 ausgefahren wurde. Oskar Steinbach belegte im 350er-Lauf, der über 346 Kilometer führte, hinter Freddie Frith (Norton) den zweiten Platz. Am selben Tag bestritt er für DKW den 500er-Lauf, schied aber nach Problemen mit dem Tank seiner Maschine kurz vor Schluss durch Sturz aus. Zwei Wochen später fuhr Steinbach bei Rund um Schotten im Halbliterrennen vor Heiner Fleischmann seinen ersten Sieg auf DKW ein. Am folgenden Wochenende musste er im 500er-Lauf des Großen Preises von Belgien in Spa-Francorchamps nur den britischen Norton-Werksfahrern Jimmie Guthrie und „Crasher“ White den Vortritt lassen. Anfang September errang der Mannheimer auf dem Schleizer Dreieck vor seinem Bielefelder Teamkollegen H. P. Müller seinen ersten Sieg in einem Meisterschaftslauf für den sächsischen Hersteller DKW.

### Tödlicher Unfall
Oskar Steinbach kam am 10. März 1937, im Alter von 23 Jahren, bei einem Verkehrsunfall während einer Testfahrt auf der Seckenheimer Landstraße in seiner Heimatstadt Mannheim ums Leben.

## Statistik

### Erfolge
- 1935 – Deutscher 350-cm³-Meister auf NSU
- 1935 – Deutscher 500-cm³-Meister auf NSU
- 1936 – 350-cm³-Vize-Europameister auf NSU

### Rennsiege
| Jahr | Klasse  | Maschine | Rennen                                | Strecke           |
| ---- | ------- | -------- | ------------------------------------- | ----------------- |
| 1934 | 500 cm³ | NSU      | Hockenheimer Motorradrennen           | Hockenheimring    |
| 1935 | 500 cm³ | NSU      | 3. Internationales Solitude-Rennen    | Solitude          |
| 1935 | 350 cm³ | NSU      | 13. Schleizer-Dreieck-Rennen 1        | Schleizer Dreieck |
| 1935 | 500 cm³ | NSU      | 13. Schleizer-Dreieck-Rennen          | Schleizer Dreieck |
| 1935 | 350 cm³ | NSU      | Feldberg-Bergpreis                    | Feldbergring      |
| 1935 | 500 cm³ | NSU      | Feldberg-Bergpreis                    | Feldbergring      |
| 1936 | 500 cm³ | DKW      | 10. Rund um Schotten                  | Schottenring      |
| 1936 | 500 cm³ | DKW      | 14. Schleizer-Dreieck-Rennen          | Schleizer Dreieck |
| 1936 | 250 cm³ | DKW      | Grand Prix de l’Entre-Sambre-et-Meuse | Mettet            |

## Verweise